# الشفرة الذهبية (فلم)
الشفرة الذهبيَّة (بالإنجليزيَّة: The Golden Blade) هو فيلم مغامرات أمريكي عام 1953 من إخراج ناثان جوران وبطولة روك هدسون في دور هارون الرشيد وبيبر لوري في دور الأميرة خيرزان. تدور أحداث الفيلم في بغداد القديمة وهو مستوحى من القصص الخيالية العربية لألف ليلة وليلة بالإضافة إلى أسطورة الملك آرثر والسيف في الحجر.

## القصة
خلال معركة صحراوية كبيرة بين مدينتي البصرة وبغداد، أصيب الجندي بصران بجروح قاتلة. قبل أن يموت، يأخذ بصران ميدالية من رقبة قاتله ويعطيها لابنه هارون، ويحثه على إنهاء عمليات القتل التي لا معنى لها بطريقة أو بأخرى.
يتوجه هارون إلى بغداد ويلتقي بصاحب المتجر باركوس. أبرم هارون صفقة يمكنه بموجبها، مقابل عشرة دنانير، اختيار أي عنصر من متجر باركوس. تحت كومة من الخرق، وجد سيفًا ذهبيًا سحريًا يسمح له بقطع المعدن الصلب. ولن يظهر السيف قوته إلا عندما يستخدمه هارون. يحذره باركوس من توخي الحذر حتى يتمكنوا من ترجمة النقوش الموجودة على النصل.
وفي هذه الأثناء، يحث الوزير جعفر خليفة بغداد على محاربة البصرة. وهذا كله جزء من مؤامرة لتقويض سمعة الخليفة. يرفض الخليفة قلقًا أكثر على ابنته المتمردة الأميرة خيرزان. يقترح جعفر أن طرقها العنيدة يمكن ترويضها بالزواج من هادي بن جعفر. بعد أن علمت بالزواج المدبر، تنكرت خيروزان في هيئة صبي وهربت من القصر، وسرقت حصان هارون في هذه العملية. أخيرًا تم القبض عليها من قبل كل من هادي وهارون، وبدأ القتال. يفوز هارون ويكتشف أنه لا يقهر وهو يحمل السيف الذهبي.
تدعي خيرزان أنها جارية فتية، فيحضرها هارون إلى المدينة، حيث يعلمون من باركوس أن النقش الأول للسيف يتوعَّد بأن من يستل السيف سيفوز بالعرش. لاحقًا، يدرك هارون أن خيرزان فتاة. ثم يقوم بحمايتها عندما يستجوبهما أحد الحراس، ويتم إلقاؤهما في الزنزانة، حيث يقعان في الحب. بعد مشاجرة بسيطة، تعلن خيرزان عن نفسها للحراس وتعود إلى حريمها. وبسبب معرفتها بالقوى السحرية للسيف، أعلنت أن الفائز في البطولة فقط هو الذي يمكنه المطالبة بيدها. قامت بتعيين هارون حارسًا لها، وعلى الرغم من غضبه من مأزقه الجديد، إلا أنه يراقبها بإعجاب لأنها لطيفة جدًا مع سكان البلدة الفقراء.
في هذه الأثناء، تخبر خادمة خيرزان، وتدعى باخامرة، هادي بن جعفر عن السيف السحري. فيقوم هو وجعفر بتخدير هارون ويسرقان السيف ويستبدلانه بنسخة طبق الأصل. أيقظت خيرزان هارون من سباته وسألته عن سبب عدم اشتراكه في البطولة. معتقدًا أنه ليس أرستقراطيًا بما يكفي ليتزوجها، يتفاجأ هارون بهذا السؤال، ويتبادل الاثنان النظرات. ثم يتسابق إلى باركوس ويعلن عن فرحته الجديدة. يحذره باركوس من أن النقش الثاني يشير إلى أن المكافأة الحقيقية لحاملها ستصل إلى قبر من الحجر. ومع ذلك يرفض هارون الاستماع.
وفي البطولة هزم هادي هارون بالغش. يدرك هارون أن سيفه قد تم تبديله ويشتبه في أن خيرزان هي المسؤولة. وبعد أن هجرها هادي، تكشف الخادمة باخامرة مخططها لهارون. حيث أن هادي على وشك إحضار عروسه غير الراغبة في النوم عندما يجده هارون. بعد أن أسره حراس هادي، تم إحضار هارون أمام جعفر. سمعت باخامرة، والخليفة بخطة الوزير لقتلهما وإلقاء اللوم على هارون. عندما أمر الخليفة بالقبض على جعفر، أخرج الوزير ميداليته، وهي مطابقة للتي يحملها هارون. وفي أثناء محاولته قتل الخليفة، قام جعفر بتقطيع السيف السحري إلى عمود حجري، حيث ظل عالقًا. يقوم الحراس بقتل الخليفة ويطاردون هارون وخيروزان اللذين يهربان ويفترقان موتهما.
سرعان ما اكتشف جعفر وهادي أنهما لا يستطيعان سحب السيف من العمود وقاموا باستدعاء الرجال من جميع أنحاء بغداد لمحاولة سحبه. بينما تجمع خيرزان سكان البلدة حولها، يتسلل هارون وباركوس عائدين إلى القصر. يقاتل هارون الحراس ويكاد يتم القبض عليه عندما تقتحم خيرزان وقومها القصر. انتزع السيف من الحجر فسقط على جعفر وهادي. وأطلقت خيرزان على هارون لقب الرَّشيد.

## البطولة
- روك هدسون في دور هارون الرشيد
- بايبر لوري في دور الأميرة خيرزان
- جين إيفانز في دور الكابتن هادي
- جورج ماكريدي في دور جعفر
- كاثلين هيوز في دور باخامرة
- ستيفن جيراي في دور باركوس
- إدغار باريير في دور الخليفة
- أليس كيلي في دور الخادمة
- أنيتا إيكبيرج في دور الخادمة (غير معتمدة)

## إنتاج
كان من المفترض أن يقوم ببطولة الفيلم فارلي جرانجر.

## روابط خارجية
- The Golden Blade  في قاعدة بيانات الأفلام على الإنترنت (بالإنجليزية)
- The Golden Blade في قاعدة بيانات تيرنر كلاسيك موفيز للأفلام.